# ジュスプベク・バキエフ
ジュスプベク・バキエフ（1951年 - 2006年2月21日）は、キルギスの政治家。クルマンベク・バキエフ大統領の弟。

## 経歴
1978年、キルギス国立大学を卒業。
1978年からジャララバード州でコムソモール、共産党、経営の仕事に就く。党ジャララバード市委員会の課主任。ジャララバード市会議の代表に2度選出された。ジャララバード州生態学局長。
2005年初め、ジョゴルク・ケネシュ (キルギス議会) に出馬したが落選。2005年3月15日、「ジャララバード人民クルルタイ」において、州知事に推戴されたが、拒否した。同年3月、ジャララバード州第一副知事となったが、4月に辞任した。同年夏、兄クルマンベクの大統領選挙オシ地域本部長。同年末、キルギスとドイツ間の協定に基づき、KfW（ドイツ発展銀行）の農村投資プロジェクトのマネージャーとなる。
2006年1月、キルギス共和国共同体発展・投資・世界銀行農村投資プロジェクト（ARIS）の副執行役員となったが、数日後に辞任した。